# One and the Same
One and the Same est une chanson interprétée par Demi Lovato et Selena Gomez pour le film Princess Protection Program, un film de Disney Channel de 2009.
C'est aussi une chanson de 
- Rob Dougan, tirée de l'album Furious Angels, 2003
- CeCe Winans, tirée de l'album Alabaster Box
- Everlast, tirée de l'album Eat at Whitey's.